# Afroeurázsia
Afroeurázsia Afrika, Európa és Ázsia által alkotott szuperkontinens.

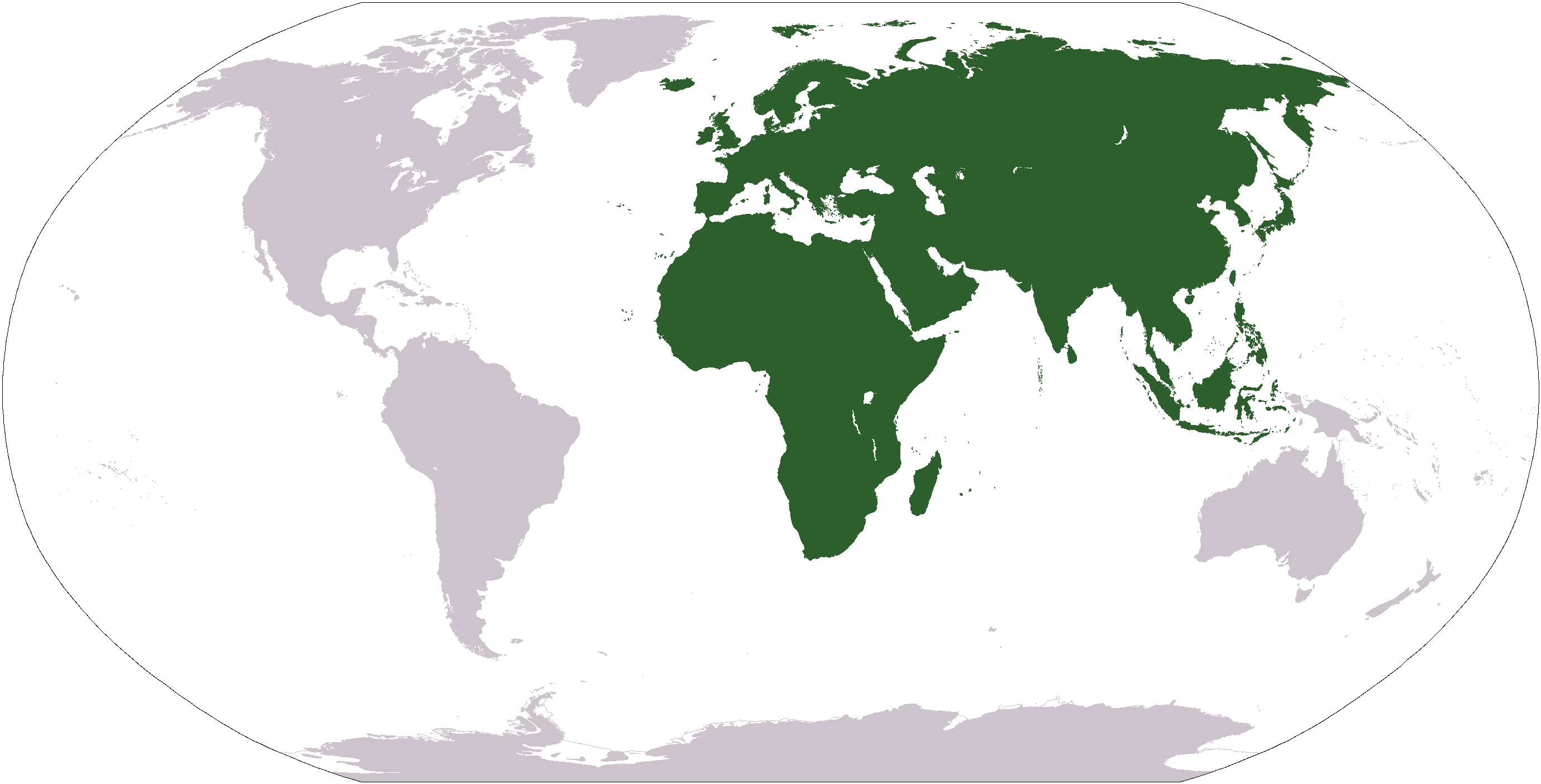
Afroeurázsia elhelyezkedése

## A három kontinenst összekapcsoló szárazföldi határok
Európa Ázsiával határos az Urál és a Kaukázus mentén. 
Afrika és Ázsia földrajzi határa egybeesik a Sínai-félsziget és Egyiptom többi részének határával, ahol a Szuezi-csatorna húzódik. Ez mesterségesen megszüntette a természetes szárazföldi összeköttetést. Lemeztektonikai kiindulópontból a két földrész határa valójában a Holt-tenger és a Jordán folyó menti törésvonal lenne.

## Afroeurázsia, a legek legje
- Itt van az emberiség bölcsője (Afrika)
- Itt van a világ legmagasabb hegycsúcsa (Mount Everest)
- Itt van a világ legtöbb sivataga
- Itt van a legtöbb ország
- Itt a legnagyobb a népesség
- Itt van a világ legnépesebb országa (India)
- Itt van a világ legnagyobb kiterjedésű országa (Oroszország)
- Itt van a Föld legmélyebb tava (Bajkál-tó)

## A név ritka használata
Azért nem használjuk ezt az elnevezést túl gyakran, mert
- Afrikát és Ázsiát elválasztja a Szuezi-csatorna,
- Európát és Ázsiát elválasztja az Urál hegység,
- Afrikát és Európát pedig elválasztja a Gibraltári-szoros.

## Országok listája

### Afrika országai
- Algéria
- Angola
- Benin
- Bissau-Guinea
- Botswana
- Burkina Faso
- Burundi
- Comore-szigetek
- Csád
- Dél-afrikai Köztársaság
- Dél-Szudán
- Dzsibuti
- Egyenlítői-Guinea
- Egyiptom
- Elefántcsontpart
- Eritrea
- Etiópia
- Gabon
- Gambia
- Ghána
- Guinea
- Kamerun
- Kenya
- Kongói Köztársaság
- Kongói Demokratikus Köztársaság
- Közép-afrikai Köztársaság
- Lesotho
- Libéria
- Líbia
- Madagaszkár
- Malawi
- Mali
- Marokkó
- Mauritánia
- Mauritius
- Mozambik
- Namíbia
- Niger
- Nigéria
- Ruanda
- São Tomé és Príncipe
- Seychelle-szigetek
- Sierra Leone
- Szenegál
- Szomália
- Szudán
- Szváziföld
- Tanzánia
- Togo
- Tunézia
- Uganda
- Zambia
- Zimbabwe
- Zöld-foki Köztársaság

### Európa országai
- Albánia
- Andorra
- Ausztria
- Belgium
- Bosznia-Hercegovina
- Bulgária
- Csehország
- Dánia
- Egyesült Királyság
- Észak-Macedónia
- Észtország
- Fehéroroszország
- Finnország
- Franciaország
- Görögország
- Hollandia
- Horvátország
- Izland
- Írország
- Lengyelország
- Lettország
- Liechtenstein
- Litvánia
- Luxemburg
- Magyarország
- Málta
- Moldova
- Monaco
- Montenegró
- Németország
- Norvégia
- Olaszország
- Oroszország
- Portugália
- Románia
- San Marino
- Spanyolország
- Svédország
- Svájc
- Szerbia
- Szlovákia
- Szlovénia
- Ukrajna
- Vatikán

### Ázsia országai
- Afganisztán
- Azerbajdzsán
- Bahrein
- Banglades
- Bhután
- Brunei
- Ciprus
- Dél-Korea
- Egyesült Arab Emírségek
- Észak-Korea
- Fülöp-szigetek
- Grúzia
- India
- Indonézia
- Irak
- Irán
- Izrael
- Japán
- Jemen
- Jordánia
- Kambodzsa
- Katar
- Kazahsztán
- Kelet-Timor
- Kína
- Kirgizisztán
- Kuvait
- Laosz
- Libanon
- Malajzia
- Maldív-szigetek
- Mianmar
- Mongólia
- Nepál
- Omán
- Oroszország
- Örményország
- Pakisztán
- Srí Lanka
- Szaúd-Arábia
- Szingapúr
- Szíria
- Tádzsikisztán
- Thaiföld
- Törökország
- Türkmenisztán
- Üzbegisztán
- Vietnám